# Myriopathes spinosa
Myriopathes spinosa är en korallart som först beskrevs av Carter 1880.  Myriopathes spinosa ingår i släktet Myriopathes och familjen Myriopathidae.
Artens utbredningsområde är Indiska oceanen. Inga underarter finns listade i Catalogue of Life.